# Хаймборн
Хаймборн (нем. Heimborn) — община в Германии, в земле Рейнланд-Пфальц. 
Входит в состав района Вестервальд. Подчиняется управлению Хахенбург.  Население составляет 289 человек (на 31 декабря 2010 года). Занимает площадь 3,74 км².
Коммуна подразделяется на 3 сельских округа.